# Gonçal Anaya Santos
Gonçal Anaya Santos (Burgos, 1914 - València, 11 de juny de 2008) fou un mestre, pedagog i catedràtic de filosofia vinculat a València que s'autodefinia com «un mestre de la República».

## Trajectòria
Fill d'un comerciant empobrit en la crisi del 29, de menut va estudiar sempre en escoles religioses; el 1933 es graduà com a mestre de primària a l'Escola de Magisteri de Burgos, va obtindre el títol de Maestro Nacional dels cursos de la Segona República Espanyola i, a l'any següent el van destinar de mestre interí a Cayuela. Durant esta època, Anaya va participar en les activitats de la Federació de Treballadors de l'Ensenyament de la UGT.

### Depuració
En acabar-se la Guerra, va ser depurat i confinat a Cañizar de Amaya per sindicalista, període durant el qual va estudiar els dos cursos comuns de la llicenciatura de filosofia i lletres de la Universitat de Saragossa (de 1939 a 1940) i els dos de l'especialitat de filosofia de la Universitat de Madrid (de 1940 a 1942): es va llicenciar el setembre d'eixe any, fet que li va permetre deixar el confinament i traslladar-se a Almadén, on va exercir de professor de lletres.
En aquesta etapa, Gonzalo Anaya va explicar, com en veure notícies dels refugiats republicans fugir d'Espanya en direcció a França, el va fer conscienciar-se d'aquesta situació, adoptant des d'aquell moment la boina com a emblema de compromís i solidaritat cap al patiment del poble.

### Càtedres i doctorat
Entre 1948 i 1950 va ser professor a València, on va exercir a l'Institut Lluís Vives com a professor interí de grec. El 1953 guanyà la càtedra de filosofia de l'Escola de Magisteri de Santiago de Compostel·la i un any després va ser nomenat catedràtic de filosofia de l'Institut Femení Rosalía de Castro de la capital gallega. El 1961 es va diplomar en psicologia i psicotècnia per la Universitat de Madrid, on també es va doctorar en filosofia (el 22 de maig de 1967) amb la tesi La esencia del cinema: teoria de las estructuras, la seua altra passió.

### Universitat de València
El 1973 obtingué la càtedra de filosofia de l'Escola de Magisteri de València i, després de la reforma promulgada per la Llei de Reforma Universitària, es va integrar en el Departament de Sociologia i Antropologia Social. El 1985 va ser nomenat catedràtic emèrit de la Universitat de València. Va ser assessor de la Revista de Educación del Ministeri d'Educació i Cultura, al qual va respresentar en reunions internacionals de l'OCDE-CERI, col·laborava en les investigacions de l'INCIE i va formar part del Consell Escolar Valencià, des de la seua constitució, com a representant de la Universitat de València.

### Reconeixements
La Universitat de València li va atorgar la seua Medalla d'Or i també va sol·licitar que li concediren la Medalla d'Alfons X el Savi; l'any 2000 va rebre la Medalla de Plata al Mèrit en el Treball. Duen el seu nom en reconeixement l'Escola d'Estiu del Moviment de Renovació Pedagògica, la Confederació d'AMPAs del País Valencià i un institut d'educació secundària de Xirivella: paradoxalment, aquest últim pateix deficiències importants.
El 25 de setembre de 2008 l'Ajuntament de València va nomenar-lo fill adoptiu de la ciutat.

### Esquerra Republicana del País Valencià
Jubilat en 2002, a l'any següent es va afiliar a un partit polític per primera i única volta en la vida: ERPV, pel qual va encapçalar la candidatura per la Província de València al Senat espanyol en les eleccions generals de 2004 i 2008, sense obtindre l'acta de senador.

### Mort
Gonzalo Anaya va morir l'11 de juny de 2008 a València, a l'edat de noranta-quatre anys: personalitats de tots els àmbits com el rector de la Universitat o representants d'Escola Valenciana, sindicats i partits polítics van fer públiques les seues condolences.
Després de la seua mort, serà nomenat per l'Ajuntament de València com a fill adoptiu de la ciutat.